# Jeff Fenech
Jeff Fenech est un boxeur australien né le 28 mai 1964 à Sydney.

## Carrière
Sa carrière de boxeur amateur est principale marquée par une place de quart de finaliste aux jeux olympiques de Los Angeles en 1984. Passé professionnel la même année, il devient champion du monde dans 3 catégories différentes entre 1985 et 1989 : en poids coqs, super-coqs et en poids plumes. Fenech met un terme à sa carrière sportive en 2008 sur un bilan de 29 victoires, 3 défaites et 1 match nul.

## Distinction
- Jeff Fenech est membre de l'International Boxing Hall of Fame depuis 2002.